# Schibam
Schibam (arabisch شبام, DMG Šibām) ist die historische Hauptstadt der Region Hadramaut im Jemen.
Schibam befindet sich im mittleren Wadi Hadramaut und hat über 13.000 Einwohner. Die Verwaltungseinheit Schibam weist eine Bevölkerung von 59.285 auf. Die alte Stadt umfasst eine Fläche von 250 Meter × 350 Meter und ist für ihre mehrstöckigen Wohnhäuser aus Lehmziegeln berühmt. Viele der Gebäude sind bis zu 25 Meter hoch und haben ein Alter von bis zu 500 Jahren. Die Stabilität der Häuser wird unter anderem durch eine konsequente Verringerung der Mauerstärken nach oben gesichert, sowie durch ein rigides Modulsystem von Wand- und Fensterachsen und einem System von Holzstützen und Holzdecken, mit denen die Lehmwände miteinander verzahnt sind. Die Lehmoberflächen müssen regelmäßig erneuert werden. Die Dächer und sensible Bauteile sind durch Kalkputz geschützt, der nur etwa alle 25 Jahre erneuert werden muss.

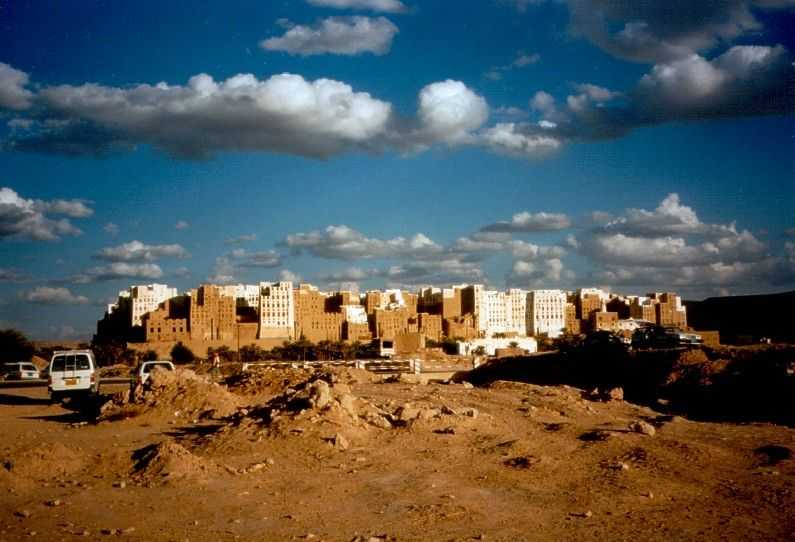
Schibam

Dieses Stadtensemble wurde 1982 von der UNESCO in das Weltkulturerbe aufgenommen. Am 2. Juli 2015 wurde es aufgrund der potenziellen Gefährdung durch den bewaffneten Konflikt auf die Liste des gefährdeten Welterbes gesetzt.
Der Name der Stadt Schibam taucht bereits auf einer hadramitischen Tempelinschrift aus dem 5. Jh. v.C. auf, der im weiteren Stadtgebiet gefunden wurde und im Museum von Seyun aufbewahrt wird. Nach der Zerstörung von Schabwat im 3. Jahrhundert wanderte die Bevölkerung in den mittleren Wadi Hadramaut ein und gründete wahrscheinlich die Stadt Schibam in der heutigen Form. Für die Namensherkunft bestehen verschiedene Versionen, wahrscheinlich leitete sich der Name der Stadt (wie auch der Stadt Schibam Kaukaban) von einem altsüdarabischen Ortsausdruck für eine Stätte unterhalb eines steilen Berges ab. Bis ins 15. Jahrhundert war Schibam das politische und wirtschaftliche Zentrum des Hadramaut. Als die Kathiri-Sultane aber Sai'ūn (Seiun) zur neuen Residenz erhoben, verlor die Stadt zunehmend an Bedeutung. Erst 1893 erreichte der erste Europäer die Stadt.
In Schibam steht die älteste heute noch existierende Moschee des Hadramaut, eine Freitagsmoschee. In den Ecken des Bauwerks fanden Forscher gebrannte rote Ziegel, die für die Region völlig unüblich sind, jedoch farblich einer Legende entsprechen, wonach die Moschee während der Regierungszeit des Kalifen Hārūn ar-Raschīd im frühen 9. Jahrhundert erbaut worden sein soll.
Bei Starkregenfällen Ende Oktober 2008 stürzten einige Häuser ein.